# Joe Polchinski

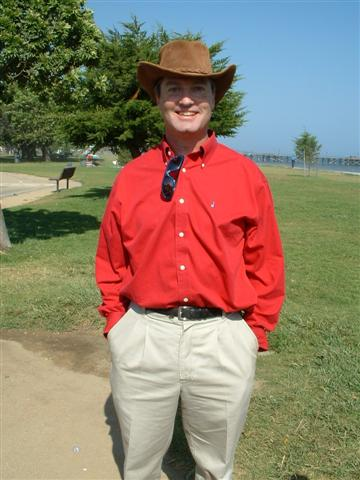
Joe Polchinski

Joe Polchinski (White Plains (New York), 16 mei 1954 – 2 februari 2018) was een Amerikaanse theoretische natuurkundige, vooral actief in het gebied van de snaartheorie. Polchinski is het meest bekend om zijn ontdekking van D-branen in 1995. Deze objecten zouden snel uitgroeien tot een van de centrale en meest bestudeerde onderwerpen van de snaartheorie en zijn tot vandaag een onderwerp van intens en vruchtbaar onderzoek. Verder is deze natuurkundige bekend door het schrijven van een van de standaardwerken in de snaartheorie, naast het naslagwerk van Green-Schwarz-Witten.  